# Henry Morton Dunham
Pour les articles homonymes, voir Dunham (homonymie).
Henry Morton Dunham, né le 29 juillet 1853 à Brockton et mort le 4 mai 1929 à Brookline, est un organiste et compositeur américain.

## Biographie
Henry Morton Dunham fait ses premières études musicales au Conservatoire de musique de la Nouvelle-Angleterre. Il est ensuite organiste dans plusieurs églises de Boston et des villes alentours. Il enseigne au Conservatoire de musique de la Nouvelle-Angleterre pendant plus de cinquante ans.
Il compose notamment de la musique pour orgue, avec trois sonates pour orgue, des marches, des préludes, des fugues, des passacailles, et d'autres pièces pour cet instrument. Il a fait aussi beaucoup d'arrangement d'œuvres. C'est aussi un auteur prolifique, avec plusieurs livres à son actif.

## Œuvres littéraires
- Organ School (en quatre volumes)
- A System of Technique for piano
- The Choir Manual
- Hymn Music
- The Life of a Musician, Woven into a Strand of History of the New England Conservatory of Music (New York, posthume 1931)